# Elektroniske spil
Et elektronisk spil er et spil, der via elektronik skaber et interaktivt system, som mennesker og dyr kan lege med. Computerspil er i dag de mest almindelige elektroniske spil. Andre typer af elektroniske spil inkluderer mobile elektroniske spil, flipperspil, spillemaskiner, arkadespil og lydspil.